# Oestlundia
Oestlundia é um género botânico pertencente à família das orquídeas (Orchidaceae).